# کانگفو کانگ
کانگفو کانگ (به لاتین: Kangphu Kang) یک کوه در چین است که در Bhutan–China border واقع شده‌است. کانگفو کانگ ۷٬۲۰۴ متر بالاتر از سطح دریا واقع شده‌است.